# Basgång
En basgång brukar man kalla den musikaliska "melodi" som ett basinstrument, exempelvis tuba, kontrabas eller elbas, spelar i ett musikstycke.
Kända basgångar återfinns i "Another One Bites the Dust" av Queen och "Billie Jean" av Michael Jackson.